# Ozero Smolino
Ozero Smolino (ryska: озеро Смолино) är en saltsjö i Tjeljabinsk oblast, söder om staden Tjeljabinsk och ost om stadens industriområde.
Smolino är en av både Rysslands och världens äldsta sjöar. Sjön var tidigare större och dagens Tjeljabinsk är byggt på Smolinos stränder och havsbotten. Sjöns ålder uppskattas till minst 3,4 miljoner år. Under andra världskriget vårdades de sårade soldaterna i sjukhustält belägna vid sjön. 

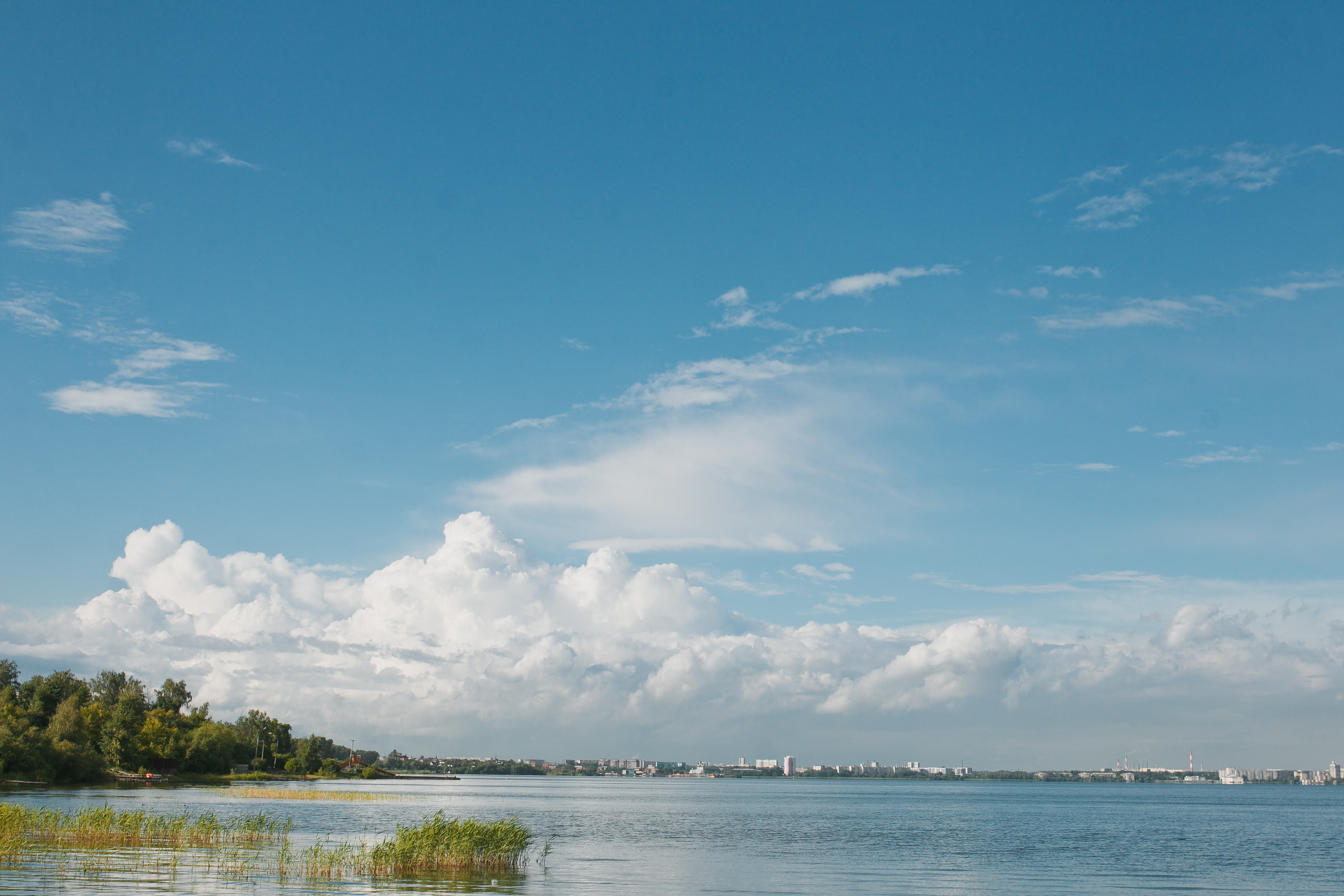
Ozero Smolino en sommardag, mot Tjeljabinsk.

1961 blev sjön det första naturskyddsområdet i Tjeljabinsk oblast, och sedan det tidiga 1900-talet har Smolino blivit en mycket populär plats för surfare och turister från närområdet. Många Tjeljabinskbor tillbringar soliga sommardagar vid Smolino.
Sjöns area har beräknats till 21,64 kvadratkilometer under år 2021.
Kraftig algblomning kan ibland leda till att egendomliga nyanser av turkos kan synas kring sjöns stränder vid vissa tider på året.
Snittdjupet i sjön beräknas till 6,6 meter, och den beräknas rymma cirka 1 080 000 miljoner kubikmeter vatten.